# The Parasite (film, 1925)

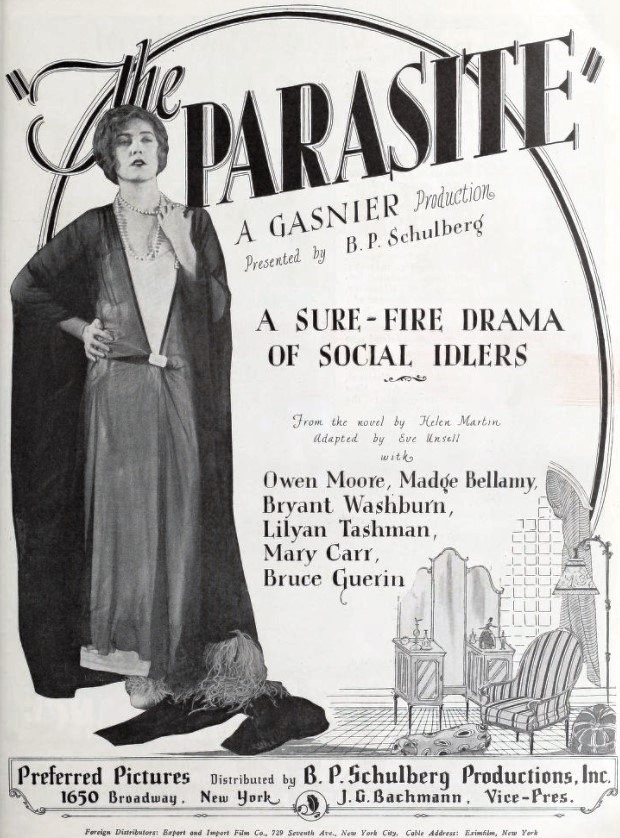
Annonce du film dans le magazine The Moving Picture World.

Pour les articles homonymes, voir Parasite.
The Parasite est un film américain réalisé par Louis Gasnier et sorti en 1925.

## Fiche technique
- Réalisation : Louis Gasnier
- Scénario : Eve Unsell d'après The Parasite d'Helen Reimensnyder Martin
- Production : B. P. Schulberg
- Photographie : Joseph Goodrich
- Distributeur : Preferred Pictures
- Durée : 6 bobines[1]
- Date de sortie : 20 janvier 1925

## Distribution
- Owen Moore : Arthur Randall
- Madge Bellamy : Joan Laird
- Bryant Washburn : Doctor Brooks
- Mary Carr : Mrs. Laird
- Lilyan Tashman : Laura Randall
- Bruce Guerin : Bertie
- Dorothy Dwan : Bit Role